# Рустя, Франьо
Франьо Иванович Рустя (словен. Franjo Ivan Rustja), известный как Чанчи (словен. Čanči; 20 января 1916 — 2005) — словенский военачальник, вице-адмирал ВМС СФРЮ.

## Биография
Окончил в 1940 году Морскую академию в Дубровнике, получил звание офицера. На фронте с 1943 года, член Коммунистической партии Югославии. В годы войны начальник штабов 1-й и 3-й словенских бригад, начальник штаба 30-й словенской дивизии и помощник начальника штаба 9-го словенского армейского корпуса.
После войны был комендантом оккупированного города Триест: итальянскими властями Рустя обвиняется в массовом выселении более чем 20 тысяч итальянцев. Занимал после войны также пост руководителя Учебного военно-морского центра и морского института вооружения.